# Ascotis fortunata
Ascotis fortunata là một loài bướm đêm trong họ Geometridae.